# Generator Zla
Generator Zla (in russo Генератор Зла) è un album in studio del gruppo heavy metal russo Aria, pubblicato nel 1998.

## Tracce
Testi di Margarita Pushkina, musica degli artisti indicati.
1. Смотри! – 4:28 (musica: Vitaly Dubinin)
2. Грязь – 4:43 (musica: Sergey Terentyev, Valery Kipelov)
3. Дезертир – 6:29 (musica: Dubinin)
4. Пытка Тишиной – 5:52 (musica: Dubinin, Vladimir Holstinin)
5. Беги За Солнцем – 6:11 (musica: Dubinin)
6. Обман – 5:17 (musica: Dubinin, Holstinin)
7. Отшельник – 5:37 (musica: Dubinin)
8. Закат – 4:50 (musica: Kipelov)
9. Дьявольский Зной – 4:53 (musica: Terentyev)
10. Замкнутый Круг – 6:48 (musica: Holstinin)

## Formazione
- Valery Kipelov - voce
- Vladimir Holstinin - chitarre, tastiere (10)
- Sergey Terent'ev - chitarra, tastiere (2,9)
- Vitaly Dubinin - basso, voce, tastiere (1,3,5,7,8)
- Aleksandr Maniakin - batteria